# Metagnomie
Metagnomia (sau criptestezia) (din franceză métagnomie sau cryptesthésie este capacitatea de cunoaștere a unor elemente considerate imposibil de cunoscut prin intermediul experienței sau a simțurilor comune: întâmplări ascunse din trecut sau din viitor, întâmplări care se desfășoară în prezent într-un alt loc, gânduri ale altora etc. Ea cuprinde astfel diverse fenomene parapsihologice precum prevestirea, clarviziunea, retroviziunea, telepatia și altele. 

## Origine și definiție
Cuvântul a fost creat de Émile Boirac din rădăcinile grecești μέτα („după”, „dincolo de”) și γνώσή (cunoaștere), având sensul „dincolo de cunoaștere” sau, tradus în mod liber, „cunoaștere supranormală”. Acest cuvânt a dat naștere în limba franceză la două cuvinte derivate: „métagnome”: cel care este înzestrat cu această capacitate și „métagnomique”: care se referă la această capacitate.
În opinia scriitorului specializat în parapsihologie Robert Amadou, acest cuvânt ar trebui înlocuit cu termenul mai potrivit de „metagnozie” (în franceză métagnosie).  